# الطريقة الصالحية

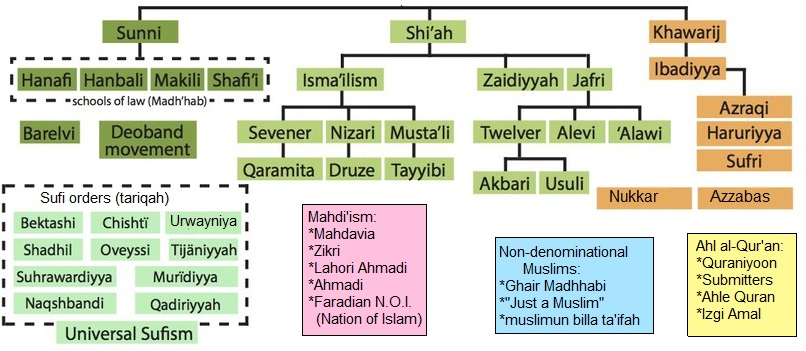
رسم بياني يوضح العروينية (الصالحية) بالإضافة إلى الطرق الصوفية الأخرى.

الصالحية ( (بالصومالية: Saalixiya; Urwayniya) : Saalixiya ؛ Urwayniya) هي طريقة صوفية مالكية.أسسها الشيخ السيد محمد صالح (1854-1919) في بلاد السودان.
يتميز نظام الطريقة تبعاً لمؤسسها بالتزام الانضباط الأخلاقي الصارم والنقاء الروحي كشكل نموذجي صحيح للإسلام وتطبيقه عملياً في حياة المجتمع ويشكل مقاربة لحركات الإحياء الأخرى.